# Abacetus hulstaerti
Abacetus hulstaerti es una especie de escarabajo terrestre de la subfamilia Pterostichinae.  Fue descrito por Burgeon en 1935. 